# Dobrovo
Dobrovo je naselje v Občini Brda.
Dobrovo leži v Goriških Brdih na podolgovatem hrbtu griča med potokoma Reka in Donank in ob cesti, ki povezuje dolino Soče s Furlansko nižino. Dobrovo je gospodarsko in upravno središče Občine Brda, znane po vinogradništvu in sadjarstvu. V Dobrovem deluje zadružna vinska klet Goriška Brda.

## Zgodovina
Na mestu sedanjega dvorca, postavljenega okoli leta 1600, so arheologi s sondiranjem našli ostanke starejše stavbe. Današnji dvorec ima v tlorisu obliko skoraj pravilnega kvadrata z zapolnjenim jedrom in štirimi izstopajočimi stolpi na vogalih. Simetrična zasnova gradu kaže na renesančno zasnovo, z razporeditvijo okenskih odprtin na pročelju pa se hkrati že poudarja za barok značilna oblika. V gradu je galerija z deli slikarja Zorana Mušiča in muzej z lokalno zbirko.